# Gołyszmanowo (wieś)
Gołyszmanowo (ros. Голышманово) – wieś (sieło) w Rosji, w obwodzie tiumeńskim, w rejonie gołyszmanowskim. W 2010 liczyła 540 mieszkańców.